# Borrianes
Borrianes és una serra situada al municipis de Prades a la comarca del Baix Camp i el de Vilanova de Prades a la comarca de la Conca de Barberà, amb una elevació màxima de 1017 metres.